# Vésteinn Hafsteinsson

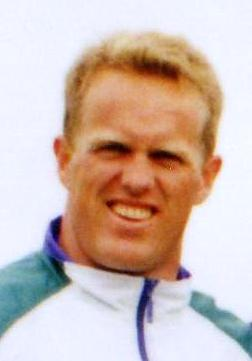
Vésteinn Hafsteinsson (1994)

Vésteinn Hafsteinsson (* 12. Dezember 1960 in Selfoss) ist ein ehemaliger isländischer Leichtathlet und vierfacher Olympionike (1984, 1988, 1992, 1996), der sich auf den Diskuswurf spezialisiert hatte.

## Werdegang
Der Diskuswerfer nahm viermal an Olympischen Spielen teil.

### Dopingsperre 1984
Bei den Olympischen Spielen 1984 in Los Angeles wurde er nach einem auf Nandrolon positiven Dopingtest disqualifiziert und anschließend für zwei Jahre gesperrt.
1988 und 1996 schied er in der Qualifikation aus. Sein bestes Ergebnis erreichte er bei den Olympischen Spielen 1992 in Barcelona, bei denen er Elfter wurde.
Außerdem startete Vésteinn  bei den Weltmeisterschaften 1983, 1987, 1991, 1993 und 1995, konnte aber jeweils nicht den Endkampf erreichen. Mit seinen 1989 geworfenen 67,64 m hielt er den isländischen Landesrekord bis zum 16. September 2020 als ihn Guðni Valur Guðnason mit 69,35 m ablöste.
Nach seiner aktiven Laufbahn wurde Vésteinn Trainer. So trainierte er z. B.seit 2003 den Kugelstoßer Joachim Olsen.